# UEFAチャンピオンズリーグ 2005-06 決勝
UEFAチャンピオンズリーグ 2005-06 決勝は、UEFAチャンピオンズリーグ 2005-06の決勝戦であり、51回目のUEFAチャンピオンズリーグの決勝戦である。2006年5月17日にフランス・サン＝ドニのスタッド・ド・フランスで行われ、バルセロナが14年ぶり2回目の優勝を果たした。

## 概要
優勝経験があるFCバルセロナは5度目の決勝進出。一方のアーセナルFCはロンドンに本拠地を置くクラブとしては初の決勝進出。初優勝を目指していた。決勝に進出するにはグループリーグと決勝トーナメントを合わせて12試合を戦わなければならない。バルセロナはグループリーグを勝ち抜いた後、チェルシーFC、SLベンフィカ、ACミランを下して決勝に進出し、アーセナルはグループリーグを勝ち抜いた後、レアル・マドリード、ユヴェントス、ビジャレアルCFを下して決勝に駒を進めた。
試合は激しい雨が降る中で行われた。アーセナルはGKイェンス・レーマンを前半途中に退場処分で欠いたが、DFソル・キャンベルが先制弾を挙げ、前半を1-0で折り返した。後半、バルセロナは10人となった相手に攻めあぐねていたが、MFアンドレス・イニエスタの投入でダイナミズムが生まれ始める。すると76分、バルセロナはFWサミュエル・エトーが同点ゴールを決め、81分には途中出場のDFジュリアーノ・ベレッチが逆転ゴール。試合はこのまま終了し、バルセロナが2-1で勝利。1991-92シーズン以来14シーズンぶりのヨーロッパ・チャンピオンの座を手中に収めた。

## 決勝への道程
UEFAチャンピオンズリーグ本選の出場資格は、UEFAリーグランキングの順位によって各国リーグに振り分けられ、さらに本選に直接出場できるクラブと予選を戦わねばならないクラブに分かれる。アーセナルは2004-05シーズンのプレミアリーグを3位で終え、バルセロナは2004-05シーズンのリーガ・エスパニョーラで優勝したため、ともに予選を戦わず、本選グループリーグからのストレート出場となった。グループリーグは4クラブによる総当たりのリーグ戦で行われ、上位2クラブが決勝トーナメントに進出する。決勝トーナメントはホーム&アウェーの2試合の結果によって勝敗が決まるが、通算スコアが同じ場合はアウェーゴールルールが採用される。それでも決着がつかない場合は延長戦・PK戦が行われ、勝敗が決定される。
| クラブ                 | 試合数 | 勝 | 分 | 負 | 得点 | 失点 | 得失点差 | 勝ち点 |
| ---------------------- | ------ | -- | -- | -- | ---- | ---- | -------- | ------ |
| FCバルセロナ           | 6      | 5  | 1  | 0  | 16   | 2    | +14      | 16     |
| ヴェルダー・ブレーメン | 6      | 2  | 1  | 3  | 12   | 12   | 0        | 7      |
| ウディネーゼ           | 6      | 2  | 1  | 3  | 10   | 12   | −2       | 7      |
| パナシナイコスFC       | 6      | 1  | 1  | 4  | 4    | 16   | −12      | 4      |

| クラブ             | 試合数 | 勝 | 分 | 負 | 得点 | 失点 | 得失点差 | 勝ち点 |
| ------------------ | ------ | -- | -- | -- | ---- | ---- | -------- | ------ |
| アーセナルFC       | 6      | 5  | 1  | 0  | 10   | 2    | +8       | 16     |
| AFCアヤックス      | 6      | 3  | 2  | 1  | 10   | 6    | +4       | 11     |
| FCトゥーン         | 6      | 1  | 1  | 4  | 4    | 9    | −5       | 4      |
| ACスパルタ・プラハ | 6      | 0  | 2  | 4  | 2    | 9    | −7       | 2      |

## 背景

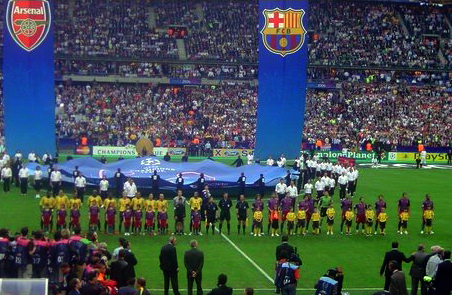
試合開始前のラインナップ

UEFAは観客収容人数、インフラ、市や空港の協力などを勘案し、また多民族国家であるフランスの多様性を重視して、決勝をフランス・パリ郊外のサン＝ドニにあるスタッド・ド・フランスで行うことに決定した。スタッド・ド・フランスは1999-2000シーズンのUEFAチャンピオンズリーグ決勝の舞台であり、初めての同国勢対決となったその決勝はレアル・マドリードがバレンシアCFを3-0で下している。2005-06シーズンは初めてUEFAチャンピオンズカップが行われた1955-56シーズンから50年目の節目の年に当たり、50年前も同じくフランス・パリにあるパルク・デ・プランスで決勝が行われた。パルク・デ・プランスは1974-75シーズンのUEFAチャンピオンズカップ決勝、1980-81シーズンの同決勝、1977-78シーズンのUEFAカップウィナーズカップ決勝、1994-95シーズンの同決勝、1997-98シーズンのUEFAカップ決勝を開催している。
FCバルセロナは本拠地カンプ・ノウに隣接するミニ・エスタディでテレビスクリーンによる決勝戦の放映を行い、15,276人の観客を集めた。パリへの遠征直前には選手たちが屋根なしの2階建てバスに乗り込み、バルセロナ市のメインストリートに集まった120万人もの人々とリーガ・エスパニョーラ優勝の喜びを分かち合った。アーセナルFCはグループリーグでAFCアヤックスに失点を喫してから919分間連続で無失点を続けており、連続無失点記録を引っ提げてパリへと向かった。アーセナルFCは1999-2000シーズンにガラタサライSKとUEFAカップ決勝を戦って以来、6シーズンぶりの欧州カップ戦決勝であった。その試合はPK戦（1-4）の末に敗れたが、UEFAカップ決勝を戦った選手ではFWティエリ・アンリとFWデニス・ベルカンプが残留しており、DFシウビーニョはFCバルセロナに籍を移して今回の決勝に臨んだ。
スペインとイングランドのクラブが決勝で顔を合わせるのは1980-81シーズン以来2度目であり、その際はリヴァプールFCがレアル・マドリードを1-0で下して3度目の欧州制覇を果たしている。アーセナルFCはロンドンに本拠地を置くクラブとして初の決勝進出であり、FCバルセロナは1993-94シーズンの決勝でACミランに0-4で敗れて以来の決勝進出であった。FCバルセロナは1960-61シーズンと1985-86シーズンにも決勝に進出しているが、5回出場した決勝で勝利したのは1991-92シーズンにUCサンプドリアを下して初優勝を飾った時のみである。2週間前に国内リーグで優勝を決めていた 彼らはFWロナウジーニョやFWサミュエル・エトーを擁しており、ヨーロッパ大陸でもっとも優れたチームと認識されていた。MFデコは試合前に「昨年の決勝でACミランは3-0とリードしたが、その後3点を取られて敗れた。僕らは試合に真剣に取り組むべきだ。心を落ち着かせて、絶対にミスを犯さないように集中するべきだ」と述べ、FCバルセロナに分があるという意見を否定し、彼らが慢心しているわけではないと断言した。アーセナルFCは今大会の決勝までの12試合を2失点に抑えているのに対して、FCバルセロナは2005-06シーズンの全大会を通じて114得点を決めており、対照的な2クラブの対戦となった。
決勝に進出した2クラブは金銭面での利益も保障され、アーセナルFCの場合は優勝すると賞金や分配金などで約3730万ユーロが手に入り、準優勝に終わっても約3470万ユーロを獲得することができる。FCバルセロナの場合は優勝すると約3150万ユーロの収入を得られ、準優勝でも約2890万ユーロを獲得する。参加賞金も含めてUEFAチャンピオンズリーグの優勝クラブには約640万ユーロが、準優勝クラブには約380万ユーロが与えられる。
2004-05シーズンの決勝でリヴァプールFCが5度目の優勝を飾って優勝トロフィーの永久保持権を得たため、2005-06シーズンの優勝クラブには新たに製作された優勝トロフィーが与えられる。FCバルセロナはエトーの後ろにロナウジーニョ、MFデコ、FWリュドヴィク・ジュリを並べる4-2-3-1フォーメーションで臨むことが予想された。FWリオネル・メッシは準決勝のチェルシーFC戦セカンドレグで腿の筋肉を痛め、それ以来試合に出場していなかったため、決勝に出場できる健康状態か疑問視されていたが、22人の登録メンバーには入っていた。ところがフランク・ライカールト監督は彼の離脱を明言し、メッシは決勝には出場しなかった。
一方のアーセナルFCはティエリ・アンリが1トップを務める4-5-1フォーメーションで臨むことが予想され、左サイドハーフに若いホセ・アントニオ・レジェスを起用するかベテランのロベール・ピレスを起用するかが争点になった。レジェスは決勝までの12試合中11試合に先発出場しており、ピレスは先発回数こそ6試合ながらグループリーグで2得点を決めていた。ピレスにはビジャレアルCF移籍の噂が上っており、この試合がアーセナルFCでのラストマッチになる可能性があるとされた。
決勝当日の朝には、ノルウェーの新聞ドランメン・ティーデンネに副審のOle Hermann BorganがFCバルセロナのシャツを着て写っている写真が掲載され、UEFAは彼をArild Sundetと交代させた。ノルウェー人審判のRune Pedersenは「審判が疑惑を招く行動をしないことは不文律である」と述べた。

## 試合

### 概要
FCバルセロナはシャビ・エルナンデスとアンドレス・イニエスタを先発メンバーから外し、中盤にエジミウソン、マルク・ファン・ボメル、デコを配置した4-3-3フォーメーションを展開した。この試合がFCバルセロナでのラストゲームになる可能性のあったヘンリク・ラーションはベンチから試合開始の笛を聞いた。一方のアーセナルFCは負傷中のローレン・エタメ・マイヤーの代わりの右サイドバックにエマニュエル・エブエを先発で起用し、シーズン中怪我に悩まされて今大会では2試合しか出場機会のなかったアシュリー・コールが左サイドバックに復帰した。1トップのアンリの背後にはフレドリック・ユングベリが位置した。
どちらのチームもホーム用ユニフォームカラーに臙脂色を採用しているため、アーセナルFCの選手たちはアウェー用の黄色いユニフォームに着替え、FCバルセロナはホーム用のユニフォームを着た。アーセナルFCがコイントスに勝利し、FCバルセロナのキックオフで試合が始まった。FCバルセロナは開始直後からプレッシャーにさらされ、アンリが2度もバルデスにセーブを強いた。7分に角度のない場所からFCバルセロナのジュリが放ったシュートはイェンス・レーマンに防がれた。11分にはFCバルセロナが32mの距離からのフリーキックを獲得したが、ロナウジーニョのキックは枠から大きく外れた。18分にはこぼれ球をジュリが押し込み、FCバルセロナが先制点を決めたかと思われたが、その直前にレーマンのファールがあったとして得点は認められなかった。レーマンがペナルティエリアの外でエトーを倒したとして一発退場処分を受けたが、これはUEFAチャンピオンズリーグ決勝史上初の退場者であった。レーマンを失ったアーセナルFCはピレスをベンチに下げて控えGKのマヌエル・アルムニアを投入した。試合が再開されてロナウジーニョが蹴ったフリーキックは枠を外れた。レーマンの退場してからFCバルセロナはさらなる圧力をかけ、エブエは苦し紛れのタックルを放って警告を受けた。数的不利のアーセナルFCは35分にフリーキックからソル・キャンベルがヘディングシュートで先制点を決めた。この発端となったファールはカルレス・プジョルがエブエを倒したことにより獲得したものであるが、エブエのプレーがシミュレーションであったと考える者もいた。前半終了間際にはFCバルセロナのエトーがシュートを放ったが、アルムニアが弾いたボールはゴールバーに当たって得点にはならず、アーセナルFCが1点のリードを保って前半を終えた。FCバルセロナは前半途中に負傷したエジミウソンをイニエスタと交代させて後半に備えた。

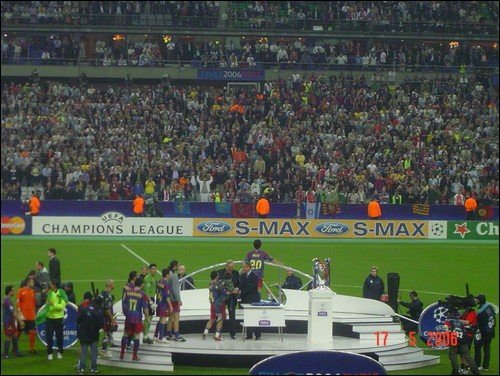
優勝メダルを受け取ったFCバルセロナの選手たち

後半が開始してすぐの時間内は両チームとも決定機を作れなかったが、6分にはイニエスタがアルムニアにセーブを強いるシュートを放った。60分にはFCバルセロナがマルク・ファン・ボメルを下げてストライカーのラーションを投入した。その数分後にアンリからのパスを受け取ってアレクサンドル・フレブが放ったシュートは枠外に飛んだ。アーセナルFCは相手FWへの圧力を強め、アンリとユングベリのふたりがシュートを放った。FCバルセロナはオレゲール・プレサスをベレッチと交代させ、アーセナルFCはセスク・ファブレガスをマチュー・フラミニと交代させた。76分、イニエスタがサイドにいたラーションにボールを展開し、ラーションからのパスを受けたエトーが同点ゴールを決めた。その4分後にはラーションがベレッチにクロスを上げ、ベレッチが放ったシュートはアルムニアの足に当たってゴールに入り、FCバルセロナが2-1と逆転した。アーセナルFCはフレブをベンチに下げ、レジェスを投入して同点ゴールを狙ったが、その逆にFCバルセロナに追加点のチャンスを許し、ジュリに枠内シュートを打たれた。そのすぐ後にはラーションがアルムニアのプレーを妨害したとして警告を受けた。
アーセナルFCの反撃もむなしく、FCバルセロナが2-1で勝利して優勝を決めた。表彰台がすみやかにグラウンド中央に設置され、FCバルセロナの選手たちが優勝トロフィーと優勝メダルを受け取った。キャプテンのプジョルはUEFAのレナート・ヨハンソン会長から優勝トロフィーを手渡され、クラブ2度目の優勝に対して祝福の言葉を受けた。
試合開始時点でロナウジーニョが得点ランキング2位（7得点）、エトーが得点ランキング4位タイ（5得点）に位置していたが、9得点のアンドレイ・シェフチェンコには及ばず、シェフチェンコが得点王のタイトルを獲得した。
8月25日に行われたUEFAスーパーカップではUEFAカップ王者のセビージャFCに3-0で快勝した。12月にはFCバルセロナはFIFAクラブワールドカップに出場し、初戦となった準決勝のクルブ・アメリカ戦に4-0で大勝したが、決勝ではコパ・リベルタドーレスで優勝したSCインテルナシオナルに0-1で敗れた。

### 詳細
| 2006年5月17日 20:45 CEST |

| バルセロナ                  | 2 - 1    | アーセナル      |
| エトー 76分 · ベレッチ 81分 | レポート | キャンベル 37分 |

| スタッド・ド・フランス, サン＝ドニ 観客数: 79,610人 主審: テリエ・ハウゲ |

| バルセロナ | アーセナル |

| GK                     | 1  | ビクトル・バルデス                   |        |      |
| RB                     | 23 | オレゲール・プレサス                 | 69分   | 71分 |
| CB                     | 4  | ラファエル・マルケス                 |        |      |
| CB                     | 5  | カルレス・プジョル                   |        |      |
| LB                     | 12 | ジョバンニ・ファン・ブロンクホルスト |        |      |
| DM                     | 15 | エジミウソン                         |        | 46分 |
| CM                     | 20 | デコ                                 |        |      |
| CM                     | 17 | マルク・ファン・ボメル               |        | 61分 |
| RW                     | 8  | リュドヴィク・ジュリ                 |        |      |
| LW                     | 10 | ロナウジーニョ                       |        |      |
| CF                     | 9  | サミュエル・エトー                   |        |      |
| 控え                   |    |                                      |        |      |
| GK                     | 25 | アルベルト・ジョルケラ               |        |      |
| DF                     | 2  | ジュリアーノ・ベレッチ               |        | 71分 |
| DF                     | 16 | シウヴィーニョ                       |        |      |
| MF                     | 3  | ティアゴ・モッタ                     |        |      |
| MF                     | 6  | シャビ・エルナンデス                 |        |      |
| MF                     | 24 | アンドレス・イニエスタ               |        | 46分 |
| FW                     | 7  | ヘンリク・ラーション                 | 90+3分 | 61分 |
| 監督                   |    |                                      |        |      |
| フランク・ライカールト |    |                                      |        |      |

| GK                 | 1  | イェンス・レーマン         | 18分 |      |
| RB                 | 27 | エマニュエル・エブエ       | 22分 |      |
| CB                 | 28 | コロ・トゥーレ             |      |      |
| CB                 | 23 | ソル・キャンベル           |      |      |
| LB                 | 3  | アシュリー・コール         |      |      |
| RM                 | 7  | ロベール・ピレス           |      | 18分 |
| CM                 | 19 | ジウベルト・シウバ         |      |      |
| CM                 | 15 | セスク・ファブレガス       |      | 74分 |
| LM                 | 13 | アレクサンドル・フレブ     |      | 85分 |
| SS                 | 8  | フレドリック・ユングベリ   |      |      |
| CF                 | 14 | ティエリ・アンリ           | 51分 |      |
| 控え               |    |                            |      |      |
| GK                 | 24 | マヌエル・アルムニア       |      | 18分 |
| DF                 | 20 | フィリップ・センデロス     |      |      |
| DF                 | 22 | ガエル・クリシー           |      |      |
| MF                 | 16 | マチュー・フラミニ         |      | 74分 |
| FW                 | 9  | ホセ・アントニオ・レジェス |      | 85分 |
| FW                 | 10 | デニス・ベルカンプ         |      |      |
| FW                 | 11 | ロビン・ファン・ペルシ     |      |      |
| 監督               |    |                            |      |      |
| アーセン・ベンゲル |    |                            |      |      |

| マン・オブ・ザ・マッチ サミュエル・エトー（FCバルセロナ） 副審 Steinar Holvik Arild Sundet 第4の審判 Tom Henning Øvrebø |

### 統計
前半
|                | バルセロナ | アーセナル |
| -------------- | ---------- | ---------- |
| ゴール         | 0          | 1          |
| シュート       | 8          | 4          |
| 枠内シュート   | 3          | 3          |
| ボール支配率   | 59%        | 41%        |
| コーナーキック | 1          | 1          |
| ファール       | 10         | 7          |
| オフサイド     | 0          | 0          |
| イエローカード | 0          | 1          |
| レッドカード   | 0          | 1          |

後半
|                | バルセロナ | アーセナル |
| -------------- | ---------- | ---------- |
| ゴール         | 2          | 0          |
| シュート       | 12         | 4          |
| 枠内シュート   | 6          | 2          |
| ボール支配率   | 69%        | 31%        |
| コーナーキック | 2          | 3          |
| ファール       | 10         | 9          |
| オフサイド     | 1          | 1          |
| イエローカード | 2          | 1          |
| レッドカード   | 0          | 0          |

前後半
|                | バルセロナ | アーセナル |
| -------------- | ---------- | ---------- |
| ゴール         | 2          | 1          |
| シュート       | 20         | 8          |
| 枠内シュート   | 9          | 5          |
| ボール支配率   | 64%        | 36%        |
| コーナーキック | 3          | 4          |
| ファール       | 20         | 16         |
| オフサイド     | 1          | 1          |
| イエローカード | 2          | 2          |
| レッドカード   | 0          | 1          |

## 試合後
レーマンに退場処分を下したテリエ・ハウゲ主審の判定に対してさまざまな議論が沸き起こった。サッカー評論家のマーク・ローレンソンは「レーマンが退場になって試合は変わってしまった」と述べ、アーセナルFCのアーセン・ベンゲル監督は「レーマンが退場して、11人のボール回しの巧みな選手を相手に我々は10人で残り70分間を戦うことになった」と述べて退場処分の重さを嘆いた。ベンゲル監督はレーマンの退場処分に関しては公然とした批判を避けたが、オフサイドの疑いがあったエトーの同点弾については判定に文句をつけた。若手の多いアーセナルFCが一回り成長して再び決勝の舞台に戻ってくることを明言した。監督が主審に対する批判を避けた一方で、アンリは「僕はあらゆる場面でFCバルセロナの選手に蹴られた。審判が仕事をしてくれるものだと思っていたが、ファールを取ってはくれなかった」と述べた。FCバルセロナは試合の数ヶ月前からアンリに接触しており、残留と移籍の間で揺れる彼の去就はさまざまな憶測を呼んだが、5月19日にアンリは新たに4年契約を結び、FCバルセロナへの移籍の噂は立ち消えとなった。
アンリは試合後にラーションの優勝への貢献に賛辞を呈し、「人々はロナウジーニョやエトーやジュリを称えるだろうが、僕はラーションを称賛したい。彼が試合の情勢を変え、彼が試合を仕留めたんだ。今夜ばかりは違いを生み出す真のサッカー選手であるラーションについても語るべきだよ」と述べた。実はアーセナルFCを圧倒した彼のプレーは特に海外のメディアに注目されたのである。2アシストを決めたラーションは「僕はプレーするのが好きだ。FCバルセロナには優れた選手たちがいるから出場時間が少なくなってしまうんだ」と述べ、FCバルセロナを離れる決断をしたことに後悔はないと語った。ジョバンニ・ファン・ブロンクホルストは古巣からの勝利で感情的になり、「決勝に勝つのは特別だ。そして古巣からの勝利はもっと特別だ」と述べた。同点弾を決めたエトーはリヴァプールFCがACミランを逆転で破った試合を引き合いに出し、「決してタオルを投げないと自分に言い聞かせたんだ」と述べた。ライカールト監督は試合におけるGKバルデスの役割を称賛し、「彼が決定的な役割を演じた。重要な場面で彼のプレーが我々を救った」と述べた。